# Rex Rodney
Rex Rodney, född 21 februari 1980, död 12 januari 1995, var en norsk varmblodig travhäst. Han tränades och kördes av Kjell Håkonsen.
Rex Rodney tävlade åren 1983–1991 och sprang in 5,6 miljoner kronor på 179 starter varav 110 segrar. Bland hans främsta meriter räknas segrarna i Oslo Grand Prix (1986, 1987), Elitloppet (1986) och Forus Open (1986, 1987, 1989, 1990). Han var den förste norsktränade hästen att vinna Elitloppet. Han är en av Norges främsta travhästar genom tiderna. Han valdes in i den nordiska Travsportens Hall of Fame 2010.
Han debuterade i lopp som treåring den 19 maj 1983. Han tog 19 raka segrar från den 28 september 1985 och fram till och med segern i Elitloppsfinalen på Solvalla den 25 maj 1986. Kongen fra Sviland, som han kallades, gjorde ingen succé i aveln och gick därför till slakt. Ett beslut som upprörde känslorna i Norge långt utanför travkretsar.